# Marlon Fossey
Marlon Fossey (Los Angeles, 1998. szeptember 9. –) amerikai korosztályos válogatott labdarúgó, a belga Standard Liège hátvédje.

## Pályafutása

### Klubcsapatokban
Fossey az amerikai Los Angeles városában született. Az ifjúsági pályafutását az angliai St. Clement csapatában kezdte, majd a Fulham akadémiájánál folytatta.
2020-ban mutatkozott be a Fulham felnőtt keretében. 2020-ban a harmadosztályú Shrewsbury Town, míg 2022-ben a Bolton Wanderers csapatát erősítette kölcsönben. 2022. szeptember 6-án hároméves szerződést kötött a belga első osztályban szereplő Standard Liège együttesével. Először a 2022. október 9-ei, Charleroi ellen 1–0-ra megnyert mérkőzés 65. percében, Gilles Dewaele cseréjeként lépett pályára. Első gólját 2022. október 23-án, az Anderlecht ellen hazai pályán 3–1-es győzelemmel zárult találkozón szerezte meg.

### A válogatottban
Fossey az U19-es és az U20-as korosztályú válogatottakban is képviselte Amerikát.

## Statisztikák
2023. június 3. szerint
| Klub                          | Szezon   | Osztály        | Bajnokság | Bajnokság | Kupa  | Kupa | Nemzetközi | Nemzetközi | Összesen | Összesen |
| Klub                          | Szezon   | Osztály        | Meccs     | Gól       | Meccs | Gól  | Meccs      | Gól        | Meccs    | Gól      |
| ----------------------------- | -------- | -------------- | --------- | --------- | ----- | ---- | ---------- | ---------- | -------- | -------- |
| Shrewsbury Town (kölcsönben)  | 2020–21  | League One     | 7         | 0         | 2     | 0    | —          | —          | 9        | 0        |
| Bolton Wanderers (kölcsönben) | 2021–22  | League One     | 15        | 1         | 1     | 0    | —          | —          | 16       | 1        |
| Fulham                        | 2022–23  | Premier League | 0         | 0         | 1     | 0    | —          | —          | 1        | 0        |
| Standard Liège                | 2022–23  | Jupiler League | 26        | 4         | 2     | 0    | —          | —          | 28       | 4        |
| Összesen                      | Összesen | Összesen       | 48        | 5         | 6     | 0    | 0          | 0          | 54       | 5        |

## Sikerei, díjai
Amerikai U20-as válogatott
- U20-as CONCACAF-bajnokság
  - Győztes (1): 2017